# Misumena nigripes
Misumena nigripes là một loài nhện trong họ Thomisidae.
Loài này thuộc chi Misumena. Misumena nigripes được Władysław Taczanowski miêu tả năm 1872.